# 1076-os busz
Az 1076-os jelzésű autóbusz egy, a Volánbusz által üzemeltetett távolsági autóbuszjárat, amely Budapest és Jászberény valamint Jászszentandrás között közlekedik.

## Közlekedése
Gödöllőig az M3-as autópályán, onnantól mellékutakon Valkó, Zsámbok és Jászfényszaru településeken át, majd Jászfényszarutól Jászberényig a 32-es főúton. Munkaszüneti napok kivételével naponta az egyik járat Jászszentandrás és Budapest között közlekedik
A járat menetideje Jászberényig 1 óra 50 perc, Jászszentandrásig 2 óra 50 perc, útvonalának hossza Jászberényig 80,9 km, Jászszentandrásig 109,8 km.

## Megállóhelyei
| 0  | Budapest, Stadion autóbusz-pályaudvar végállomás | 19 | 26 | 1, 1A 73, 75, 77, 80 95, 130, 195 396, 397, 398, 399, 400, 402, 410, 412, 414, 422, 424, 430, 432, 434, 435, 436, 437, 438, 439, 440, 441, 442, 485, 486 1020, 1021, 1024, 1031, 1034, 1037, 1039, 1040, 1044, 1045, 1046, 1049, 1050, 1051, 1052, 1054, 1060, 1063, 1066, 1067, 1068, 1069, 1070, 1075, 1077, 1078 |
| 1  | Budapest, Kacsóh Pongrác út                      | 18 | 25 | 1, 1A, 3, 69 74, 81, 82 25, 32, 225 396, 397, 398, 399, 402, 412, 414, 422, 424, 432, 434, 435, 436, 437, 438, 439, 442 1020, 1021, 1024, 1031, 1034, 1037, 1039, 1040, 1044, 1045, 1046, 1049, 1050, 1051, 1052, 1054, 1063, 1066, 1067, 1068, 1069                                                                |
| 2  | Budapest, Szerencs utca                          | 17 | 24 | 225, 96, 296, 296A 396, 397, 398, 399, 402, 412, 414, 422, 424, 432, 434, 435, 436, 437, 438, 439, 442 1020, 1021, 1024, 1031, 1034, 1037, 1039, 1040, 1044, 1045, 1046, 1049, 1051, 1052, 1054, 1063, 1066, 1067, 1068, 1069                                                                                       |
| 3  | Gödöllő, Idősek Otthona                          | 16 | 23 | 396, 402, 412, 422, 432, 442, 450, 451, 452, 453, 454, 455, 464 1040, 1052 |
| 4  | Gödöllő, Széchenyi István utca                   | 15 | 22 | 396, 402, 412, 422, 432, 442, 450, 451, 452, 453, 454, 455, 464 1040, 1052 |
| 5  | Gödöllő, Szökőkút                                | 14 | 21 | 317, 324, 396, 402, 412, 422, 432, 442, 446, 447, 448, 450, 451, 452, 453, 454, 455, 464, 470, 471, 472, 473, 474, 475, 476, 477, 478, 479 1052 |
| 6  | Gödöllő, autóbusz-állomás                        | 13 | 20 | 317, 324, 396, 402, 404, 405, 406, 407, 410, 412, 422, 426, 430, 432, 440, 441, 442, 444, 446, 447, 448, 450, 451, 452, 454, 455, 461, 463, 464, 465, 466, 468, 469, 470, 471, 472, 473, 474, 475, 476, 477, 478, 479 1040, 1052, 1077, 1078                                                                        |
| 7  | Gödöllő, vasútállomás                            | 12 | 19 | 440, 441, 442, 444, 446, 447, 448, 465, 466, 470, 472, 473 1077, 1078 S80, személyvonat, Agria InterRégió, Mátra InterRégió, Tisza-tó sebesvonat, Ezüstpart expresszvonat |
| 8  | Valkó, Erdészet                                  | 11 | 18 | 440, 441, 442, 444 |
| 9  | Valkó, általános iskola                          | 10 | 17 | 440, 441, 442, 444 1077, 1078 |
| 10 | Vácszentlászló, autóbusz-forduló                 | 9  | 16 | 440, 441, 442, 444 1077, 1078 |
| 11 | Zsámbok, általános iskola                        | 8  | 15 | 440, 441, 442, 444, 445, 490, 492 1077, 1078 |
| 12 | Jászfényszaru, Menyhárt-tanya                    | 7  | 14 | 441, 442, 444 1077, 1078 |
| 13 | Jászfényszaru, autóbusz-váróterem                | 6  | 13 | 414, 441, 442, 444, 4681, 4685, 4686 1077, 1078, 1467 |
| ∫  | Jászfényszaru, 101. számú ABC                    | 5  | 12 | 414, 441, 442, 444, 4681, 4685, 4686 1077, 1467 |
| 14 | Jászfényszaru, külső iskola                      | 4  | 11 | 414, 441, 442, 444, 4681, 4685, 4686 1077, 1078, 1467 |
| 15 | Jászfényszaru, Samsung                           | 3  | 10 | 4681, 4685, 4686 1077, 1078, 1467 |
| 16 | Pusztamonostor, községháza                       | 2  | 9  | 4651, 4681, 4685, 4686 1077, 1078, 1467 |
| ∫  | Sorompó                                          | 1  | 8  | 4651, 4681, 4685, 4686 1077, 1467 |
| 17 | Jászberény, autóbusz-állomás végállomás          | 0  | 7  | 1, 2A 498, 499, 503, 523, 3424, 3443, 3667, 3669, 3671, 4601, 4602, 4650, 4651, 4653, 4654, 4655, 4659, 4660, 4662, 4663, 4681, 4685, 4686 1070, 1075, 1077, 1078, 1348, 1362, 1376, 1443, 1466, 1467, 1469, 1515                                                                                                   |
|    | Jászberény, Szabadság tér                        |    | 6  | 1 3424, 3443, 3669, 4601, 4602, 4653, 4654, 4655, 4659, 4660, 4662, 4663 1070, 1075 |
|    | Jászjákóhalma, községháza                        |    | 5  | 3424, 3443, 3669, 4653, 4654, 4655, 4659 1070, 1075, 1077, 1362, 1376, 1443, 1466 |
|    | Jászjákóhalma, TÜZÉP                             |    | 4  | 3424, 3443, 3669, 4653, 4654, 4655, 4659 1070, 1075, 1077, 1466 |
|    | Jászapáti, autóbusz-állomás                      |    | 3  | 3424, 3443, 3669, 4603, 4655, 4657, 4658, 4659, 4661 1070, 1075, 1077, 1362, 1376, 1443, 1466, 1517 |
|    | Jászapáti, Lehel utca                            |    | 2  | 3424, 3443, 3669, 4655 1070, 1517 |
|    | Jászszentandrás, autóbusz-váróterem              |    | 1  | 3424, 3443, 3669, 4655 1070, 1443, 1517 |
|    | Jászszentandrás, autóbusz-forduló végállomás     |    | 0  | 4655 1070 |

- Valkó, Erdészet megállóhelyen, csak az 1076/1 járat áll meg.
- A Sorompó és Jászfényszaru, 101. sz ABC megállóhelyen, csak az 1076/2 és 1076/12 járat áll meg.